# Всеукраїнське футбольне дербі
Всеукраїнське футбольне дербі (також — Украї́нське футбо́льне де́рбі, українське кла́сико, класичне протистояння, класичне — за аналогією з іспанським Ель Класіко) — протистояння найсильніших і найтитулованіших українських футбольних клубів — «Динамо» (Київ) та «Шахтар» (Донецьк).

## Усі матчі

### Останні матчі
| Турнір    | Дата             | Господарі | Гості  | Рахунок       |
| --------- | ---------------- | --------- | ------ | ------------- |
| Чемпіонат | 3 листопада 2023 | Динамо    | Шахтар | 0:1           |
| Чемпіонат | 11 травня 2024   | Шахтар    | Динамо | 1:0           |
| Чемпіонат | 27 жовтня 2024   | Динамо    | Шахтар | 1:1           |
| Чемпіонат | 27 квітня 2025   | Шахтар    | Динамо | 2:2           |
| Кубок     | 14 травня 2025   | Шахтар    | Динамо | 1:1 (пен 6:5) |

## Статистика
Дані станом на 14 травня 2025
|            | ЧУ         | КУ         | СКУ        | ЧС         | КС         | СКС        | КФС        | УЄФА       | Тов.       | Всього     |
| Результати | Результати | Результати | Результати | Результати | Результати | Результати | Результати | Результати | Результати | Результати |
| ---------- | ---------- | ---------- | ---------- | ---------- | ---------- | ---------- | ---------- | ---------- | ---------- | ---------- |
| Динамо     | 25         | 6          | 5          | 41         | 2          | 0          | 0          | 0          | 9          | 79         |
| Нічия      | 21         | 0          | 5          | 26         | 0          | 2          | 0          | 1          | 2          | 55         |
| Шахтар     | 28         | 11         | 3          | 15         | 1          | 0          | 3          | 1          | 3          | 62         |
| Голи       |            |            |            |            |            |            |            |            |            |            |
| Динамо     | 87         | 16         | 17         | 128        | 4          | 3          | 1          | 2          | 29         | 258        |
| Шахтар     | 90         | 26         | 16         | 79         | 3          | 3          | 4          | 3          | 13         | 224        |

## Бійки
Масові правопорушення та сутички супроводжують кожен поєдинок між цими двома командами. Традиційно наймасовішими безладами вчинені вболівальниками, вважаються події 29 травня 2005 року у фіналі Кубка України (виграло «Динамо»). Тоді зчинилася масові безлади на трибуні киян між ними та правоохоронцями прямо під час поєдинку.